# Charles K. Duncan

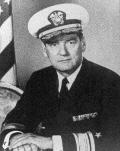
Charles K. Duncan

 Charles Kenney Duncan (* 7. Dezember 1911 in Nicholasville, Kentucky; † 24. Juni 1994 in La Jolla, Kalifornien) war ein US-amerikanischer Offizier, der bei der United States Navy den Rang eines Admirals erreichte.
Ab seinem 9. Lebensjahr lebte er in Lexington, wo er die University High School und die Kavanaugh Preparatory School besuchte. Er schloss die University of Kentucky 1929 ab und trat in die Marine ein.

## Militärische Laufbahn
Duncan begann seine Marinekarriere im Alter von 17 Jahren als Seekadett bei der Marineakademie. Nach seinem Abschluss 1933 diente er als Leutnant zur See bis 1938 auf der Salt Lake City im Pazifik. Anschließend wechselte er auf unterschiedlichen Positionen auf der Schenck in den Atlantik. Zum Beginn des Zweiten Weltkrieges wurde er zum Zerstörerkommando der Atlantikflotte versetzt.
Er befehligte 1942 den Zerstörer Hutchins als diensthabender Offizier. Nach einer kurzen Zeit im Atlantik wurde er wieder in den Pazifik versetzt, wo er an der Schlacht um die Aleuten und an den Schlachten im Südpazifik teilnahm. Er bekam das Kommando über den Zerstörer Wilson und war an diversen Schauplätzen im Süd- und Zentralpazifik.
Er hatte drei Kommandos in der Personalabteilung in Washington.
- Director of Naval Officer Procurement, Bureau of Naval Personnel (1944–1946)
- Executive Assistant to the Chief of Naval Personnel (1953–1955)
- Assistant Chief of Naval Personnel for Plans and Programs (1962–1964)

In seiner letzten Position unterstanden ihm mehr als 100000 Soldaten. Zu dieser Zeit war er auch Mitglied des „Holloway Board“ der Marine. Hier wurden Studien über die Form, das System und die Methoden der Ausbildung von Marineoffizieren durchgeführt. Die Beschlüsse und Empfehlungen dieses Ausschusses führten zur Einrichtung der modernen NROTC (Naval Reserve Officer Training Corps) und führte zur Zulassung von College-Abschlüssen an den Offiziersanwärterschulen.
- Kommandeur der United States Naval Base Subic Bay auf den Philippinen ab Januar 1961.
- Kommandeur der Atlantic Fleet Cruiser-Destroyer Force (1964–1965).
- Kommandeur der U.S. Second Fleet and NATO's Striking Fleet Atlantic (1967–1968)
- Kommandeur der Atlantic Fleet Amphibious Force (promoted to Vice Admiral) (1967–1968)
- Stellvertretender Kommandeur für Naval Operations (Manpower and Naval Reserve)
- Kommandeur Naval Personnel from April 1968 to August 1970.
- Commander in Chief, US Atlantic Fleet 30. September 1970 – 31. Oktober 1972
- Commander in Chief, US Atlantic Command 30. September 1970 – 31. Oktober 1972
- Supreme Allied Commander Atlantic 30. September 1970 – 31. Oktober 1972

Am 1. November 1972 zog er sich mit dem Rang eines Admirals aus dem Militärdienst zurück.

## Karriere nach der militärischen Laufbahn
Nach seinem Ausschied aus dem Militärdienst widmete er sich ehrenamtlicher Arbeit in der Nähe von Leesburg. Er blieb Mitglied des “Secretary of the Navy's Advisory Board on Education and Training” und als Mitglied des „Board of Advisors to the President“ des Naval War College.
Im Frühjahr 1977 wurde er Ehrenpräsident der Greek National Organization. 1981 wurde er Mitglied des Board of Trustees des San Diego Museum of Art. 1984 wurde er Ehrenmitglied der France’s Academie de Marine.

## Orden und Ehrenzeichen
- Bronze Star mit Combat „V“ und goldenem Stern für eine zweite Verleihung
- Legion of Merit für seinen Dienst bei der Atlantischen Amphibienflotte
- Navy Distinguished Service Medal
- Orden von Oranien-Nassau (Großkreuz mit Schwertern)
- Ritterorden von Avis
- Hall of Distinguished Alumni